# 정창 (전한)
정창(鄭昌, ? ~ ?)은 전한 후기의 관료로, 자는 차경(次卿)이며 태산군 강현(康縣) 사람이다. 어사대부 정홍의 형으로, 태원태수·탁군태수를 역임하였으며 치적을 쌓아 정홍과 함께 명성을 떨쳤다. 다만 형벌을 자주 이용하여, 일을 공평하게 처리한 정홍만은 못하였다.

## 행적
지절 3년(기원전 67년), 탁군태수 정창은 선제에게 글을 올려 정위평(廷尉平)을 폐지할 것을 건의하였지만 받아들여지지 않았다.

## 출전
- 반고, 《한서》권23 형법지(刑法志)  · 권66 공손유전왕양채진정전(公孫劉田王楊蔡陳鄭傳)